# (73491) Robmatson
(73491) Robmatson est un astéroïde de la ceinture principale.

## Description
(73491) Robmatson est un astéroïde de la ceinture principale. Il fut découvert le 8 août 2002 à l'observatoire Palomar par Sebastian F. Hönig. Il présente une orbite caractérisée par un demi-grand axe de 2,66 UA, une excentricité de 0,13 et une inclinaison de 12,9° par rapport à l'écliptique.

## Compléments